# ماهیگیر بزرگ
ماهیگیر بزرگ (به انگلیسی: The Big Fisherman) فیلمی ۱۸۰ دقیقه‌ای به کارگردانی فرانک بورزیگی با بازی هوارد کیل است.